# Nathaniel Chalobah
Nathaniel Nyakie Chalobah (Freetown, 1994. december 12. –), profi labdarúgó, a Sheffield Wednesday csapatában játszik. A védelemben és a középpályán is bevethető.

## Pályafutása

### Chelsea
Sierra Leone-ban, Freetownban született. Chalobah a Chelsea ifiakadémiáján nevelkedett. A 2010-11-es szezonban szerepelt a Chelsea tartalék csapatában, miközben továbbra iskolába járt. A 2011-12-ben a kapitánya volt a Chelsea tartalék-és ifjúsági csapatának, és a 2012-es FA Youth Kupa győzelemre vezette a csapatot. 2012 januárjában profi szerződést írt alá a csapattal ami 2014 nyaráig szól.

### Watford (kölcsönben)
Kölcsönbe a Championshipben szereplő Watford csapatához került. November 17-én, megszerezte első gólját egy 2-1 győzelemmel a Wolverhampton Wanderers ellen.

## Sikerei, díjai

### Klub
- Chelsea
  - Angol bajnok: 2016–17
- Fulham
  - Angol másodosztály bajnok: 2021–22

### Válogatott
- Anglia U17
  - U17-es labdarúgó-Európa-bajnokság: 2010
- Anglia U21
  - Touloni Ifjúsági Torna: 2016